# چارنا دولنا

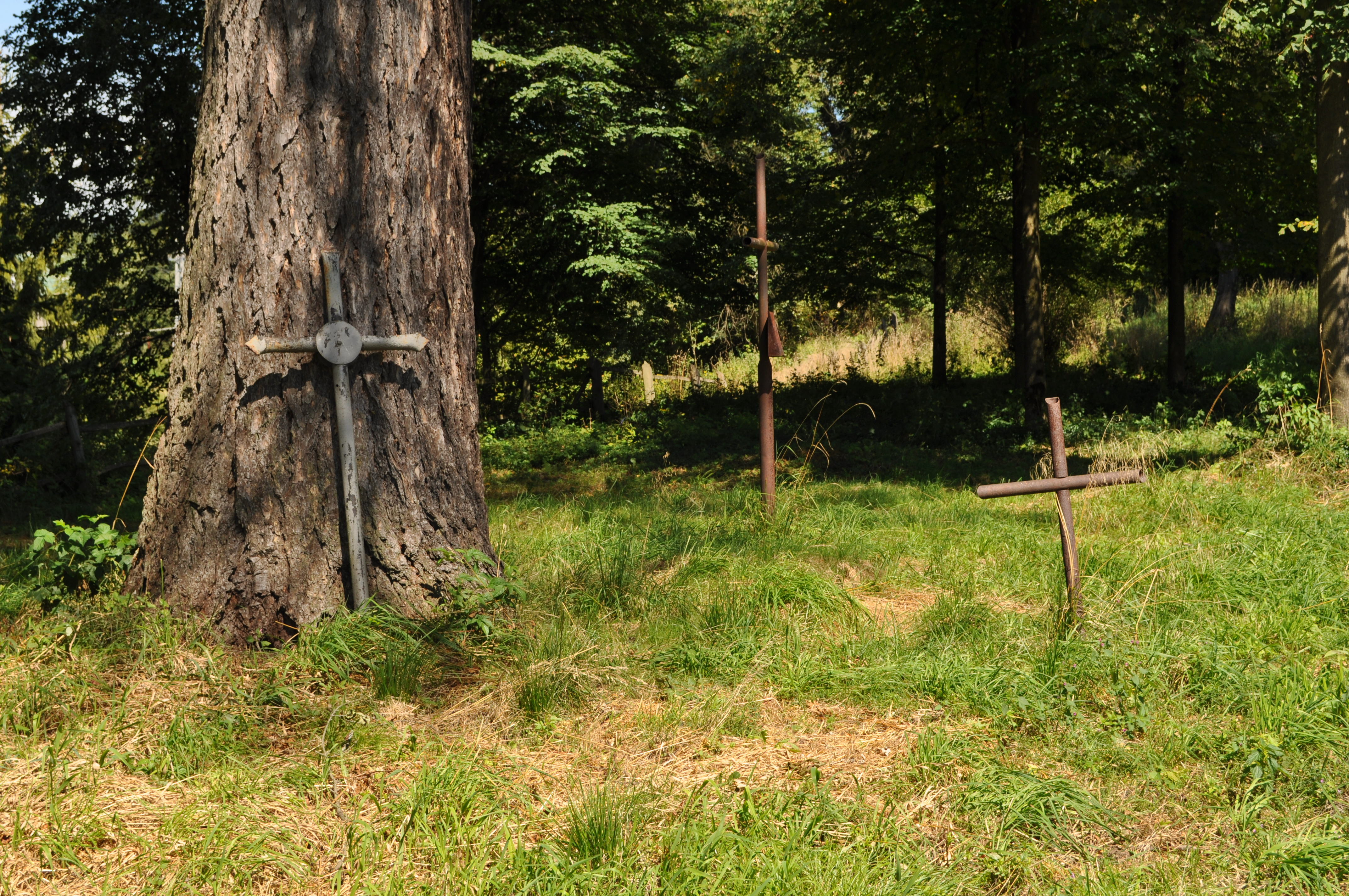
گورستان در Czarna Dolna

چارنا دولنا (به لهستانی:  Czarna Dolna) یک روستا در لهستان است که در گمینا چارنا (شهرستان بیشچاد) واقع شده‌است. چارنا دولنا ۴۲۰ نفر جمعیت دارد.